# 파이브포인츠 (맨해튼)

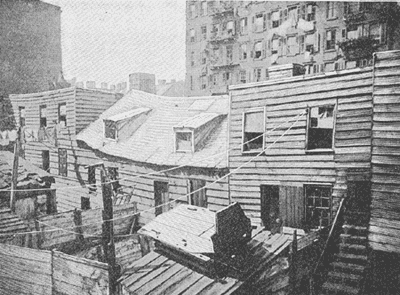
파이브포인츠

파이브포인츠(Five Points)는 뉴욕 맨해튼 로어맨해튼 안에 있는 지구이다.